# Президент Лаосу
Президент Лаосу — глава держави Лаос.
Інстутут президентства був заснований 1975 року після повалення монархії та встановлення Лаоської Народно-Демократичної Республіки.

## Список
- Суфанувонг: 2 грудня 1975 — жовтень 1986 (формально — до серпня 1991 року)
- Пхумі Вонґвікіт: жовтень 1986 — серпень 1991 (виконувач обов'язків президента)
- Кейсон Фомвіхан: серпень 1991 — листопад 1992
- Нугак Пхумсаванх: листопад 1992 — січень 1998
- Кхамтай Сіпхандон: лютий 1998 — березень 2006
- Чуммалі Саясон: з червня 2006—2016
- Буннянг Ворачіт: з квітня 2016—2021
- Тонлун Сісуліт: з 2021